# NSK Olimpiejsky
Het stadion NSK Olimpiejsky (Oekraïens: Національний спортивний комплекс "Олімпійський", Natsionalny sportyvny kompleks (NSK) "Olimpiejsky") is het grootste stadion van de stad Kiev in Oekraïne. Het was vroeger een van de grootste stadions ter wereld. FC Dynamo Kiev en FK Sjachtar Donetsk speelt hier zijn belangrijke (Europese) wedstrijden, hoewel dit niet hun officiële stadion is.
Het stadion werd op 12 augustus 1923 geopend. Het had een capaciteit van 83.450 toeschouwers. Het speelveld was 104 meter lang en 72 meter breed. Het stadion onderging in 2011 en 2012 een renovatie waarbij de capaciteit is teruggebracht tot 70.050 plaatsen. Tijdens het EK voetbal in 2012 werden hier enkele wedstrijden gespeeld, waaronder de finale op 1 juli.
FK Sjachtar Donetsk moest in 2014 verhuizen vanwege de oorlog tussen Oekraïne en Rusland in Donetsk. Na Lviv in 2014 en Charkov 2017 speelt de club sinds 2020 in het NSK Olimpiejsky stadion in Kiev.

## Europees kampioenschap voetbal 2012
| Datum        | Tijd (MEZT / OEZT) | Team 1   | Res. | Team 2    | Ronde       | Toeschouwers |
| ------------ | ------------------ | -------- | ---- | --------- | ----------- | ------------ |
| 11 juni 2012 | 20.45/21.45        | Oekraïne | 2–1  | Zweden    | Groep D     | 64.290       |
| 15 juni 2012 | 18.00/19.00        | Zweden   | 2–3  | Engeland  | Groep D     | 64.640       |
| 19 juni 2012 | 20.45/21.45        | Zweden   | 2–0  | Frankrijk | Groep D     | 63.010       |
| 24 juni 2012 | 20.45/21.45        | Engeland | 0–0  | Italië    | Kwartfinale | 64.340       |
| 1 juli 2012  | 20.45/21.45        | Spanje   | 4–0  | Italië    | Finale      | 63.170       |